# DJ Magic Mike
DJ Magic Mike (* 9. Mai 1966 in Orlando, Florida; eigentlich Michael Hampton) ist ein US-amerikanischer Miami-Bass-Musikproduzent.

## Biografie
DJ Magic Mike kam zum Miami Bass, als er 1986 den Produzenten Rod Whitehead von der Prime Time Crew kennenlernte. Er nahm daraufhin zu einem Treffen mit Rod und den Label Verantwortlichen von Suntown Records seine Demoversion von Drop the Bass mit. Dieses gefiel den Beteiligten. Daraufhin wollte Rod Whitehead ihn als DJ und Produzent für seine kommenden Projekte auf dem in Miami ansässigen Label Suntown Records gewinnen. Doch als Magic Mike das Angebot seitens Suntown Records prüfte, schlug er es nach reiflicher Überlegung aus, und so blieb das bereits begonnene Projekt unbeendet.
1988 schloss er sich stattdessen Clay D an und half diesem bei der Produktion seines Albums. Als sich Mike hintergangen fühlte und sich unterbezahlt fühlte, kehrte er nach Orlando zurück, wo er sich dem gerade neu gegründeten Label Cheetah Records anschloss. 1989 veröffentlichte DJ Magic Mike zusammen mit der Royal Posse sein erstes Release, welches sich insgesamt über 1 Million Mal verkaufte. Ein Jahr später, veröffentlichte er über Cheetah Records sein erstes eigenes Album mit dem Titel Bass Is The Name Of The Game. Dieses Album gilt heute als das erste instrumentale Release, das als solches Gold-Status erreichen konnte.
Wegen seiner 14 Alben auf dem Konto, die bis auf ganz wenige Ausnahmen allesamt erfolgreich waren, und von denen vier in den USA Gold oder Platin erreichten, wird DJ Magic Mike von Kritikern als Pionier des Bass genannt und gelegentlich auch als King of Bass bezeichnet.
Am 11. Dezember 2007 veröffentlichte der Pionier des Bass sein neues Album im mp3-Format, welches aus zwei Audio-DVDs besteht und insgesamt acht komplette Alben aus früheren Zeiten enthält.

## Diskografie

### Alben
- 1989: DJ Magic Mike and The Royal Posse (mit The Royal Posse – Cheetah Records) (US: Platin)
- 1990: Bass Is The Name Of The Game (Cheetah Records)
- 1991: Back To Haunt You (Vicious Base featuring DJ Magic Mike – Cheetah Records)
- 1991: Ain’t No Doubt About It (mit MC Madness – Cheetah Records) (US: Gold)
- 1992: Twenty Degrees Below Zero (mit MC Madness – Cheetah Records)
- 1993: Bass The Final Frontier (Magic Records/CDG Inc.)
- 1993: This Is How It Should Be Done (Magic/CDG)
- 1994: Represent (mit The Royal Posse – Magic/CDG)
- 1994: Bass Bowl (Cheetah Records)
- 1996: Back In Bass (mit Techmaster PEB – Newtown)
- 1996: Don’t Talk Just Listen (Cheetah Records/Warlock)
- 1997: The Ghost Is Back (Vicious Bass featuring DJ Magic Mike – Newtown)
- 1998: Gods of Bass (mit Techmaster PEB – Newtown)
- 2000: Magic's Kingdom (Restless Records)
- 2007: Bass Head: The Ultimate DJ Magic Mike Collection (Warlock Records)

### Kompilationen
- 1997: Foundations of Bass (Various – Cheetah)
- 2000: The Journey (Era of Bass Part 1) (Mo’ Wax)

### Singles
- 1988: Magic Mike Cutz The Record (Cheetah Records)
- 1988: Rock The House (Vision Records)
- 1989: Drop The Bass (Cheetah Records)
- 1990: House Of Magic (Cheetah Records)
- 1990: M & M Getting Off (Cheetah Records)
- 1991: It’s Automatic (Cheetah Records)
- 1991: Magic Mike Cutz The Record (Cheetah Records)
- 1992: Feel The Beat (Cheetah Records)
- 1994: Back Again (Vision Records)
- 1995: Bass Bowl (Magic Records)
- 1995: Move Them Butts (Magic Records)
- 1999: It’s Automatic (Remixed) (Mafddap Recordings Inc.)
- 2000: Groove On (Restless Records)
- 2005: Cowbell (808 Records)